# Standish (Michigan)
Standish is een plaats (city) in de Amerikaanse staat Michigan, en valt bestuurlijk gezien onder Arenac County. De plaats heeft ongeveer 1400 inwoners (2018).

## Demografie
Bij de volkstelling in 2000 werd het aantal inwoners vastgesteld op 1581.
In 2006 is het aantal inwoners door het United States Census Bureau geschat op 2018, een stijging van 437 (27,6%).

## Geografie
Volgens het United States Census Bureau beslaat de plaats een oppervlakte van
5,5 km², geheel bestaande uit land. Standish ligt op ongeveer 190 m boven zeeniveau.

## Plaatsen in de nabije omgeving
De onderstaande figuur toont nabijgelegen plaatsen in een straal van 24 km rond Standish.